# Mischogyne
Mischogyne este un gen de plante angiosperme din familia Annonaceae.

Cladograma conform Catalogue of Life:
| Mischogyne | \| \| Mischogyne elliotianum \| \| \| \| \| \| Mischogyne michelioides \| \| \| \| |
|            | \| \| Mischogyne elliotianum \| \| \| \| \| \| Mischogyne michelioides \| \| \| \| |
|            | Mischogyne elliotianum                                                             |
|            |                                                                                    |
|            | Mischogyne michelioides                                                            |
|            |                                                                                    |